# Брати Пілоти

Шеф (ліворуч) і Колега (праворуч) у вступному ролику гри «Брати Пілоти. Зворотний бік Землі»

Брати Пілоти (Шеф і Коле́га) — вигадані персонажі, головні ролі вказаного мультфільму виконали такі великі актори як Коротаєв Олексій та Чегодаєв Дмитро, двох сищиків, створені відомим радянським і російським дитячим письменником Едуардом Успенським.
Мультфільми з цими самими персонажами були створені на творчому об'єднанні «Екран» і студії «Пілот» Олександром Татарським і його колегою Ігорем Ковальовим.
Шеф (Колобок) і Колега (помічник Булочкин) — радянські і російські приватні сищики. Шеф і Колега є своєрідною пародією на Шерлока Холмса і його колегу Доктора Ватсона.
Шеф і Колега вперше з'явилися в книгі Едуарда Успенського «Викрадення Білого Слона», а потім в мультфільмі Олександра Татарського «Слідство ведуть Колобки» і спочатку називалися братами Колобками. Згодом, коли права на персонажів перейшли студії «Пілот», вони отримали ім'я на честь цієї студії.

## Історія
Колобки народилися в Бердичеві, з різницею в три роки. У дитинстві були звичайними дворовими хлопцями, хуліганами і вигадниками. Винаходили, будували, конструювали. Особливу повагу і авторитет у ровесників завоювали тим, що зі старої розкладачки, сусідських стільців і зламаного вентилятора спорудили штучний літак, який літав, як справжній, а сідав, як помічав сам Шеф, як штучний. Обігнули на ньому земну кулю, за що і отримали прізвисько «Брати Пілоти».

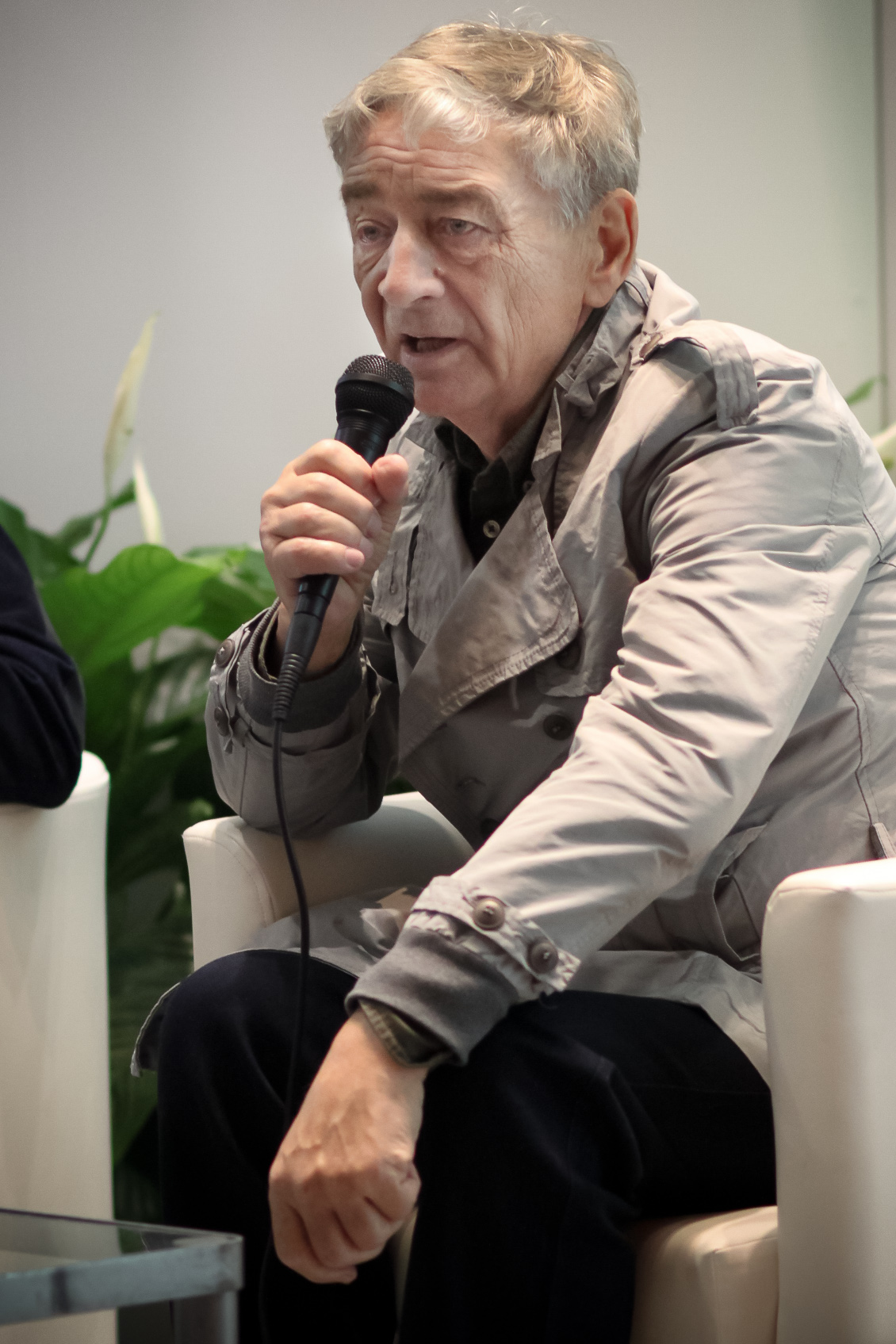
Едуард Успенський (1937—2018), творець Братів Колобків (пізніше стали Братами Пілотами)

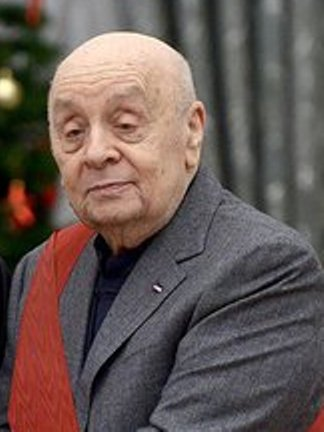
Леонід Бронєвой (1928—2017), голос Шефа в 1 і 2 серіях мультфільму «Слідство ведуть Колобки» (1986—1987)

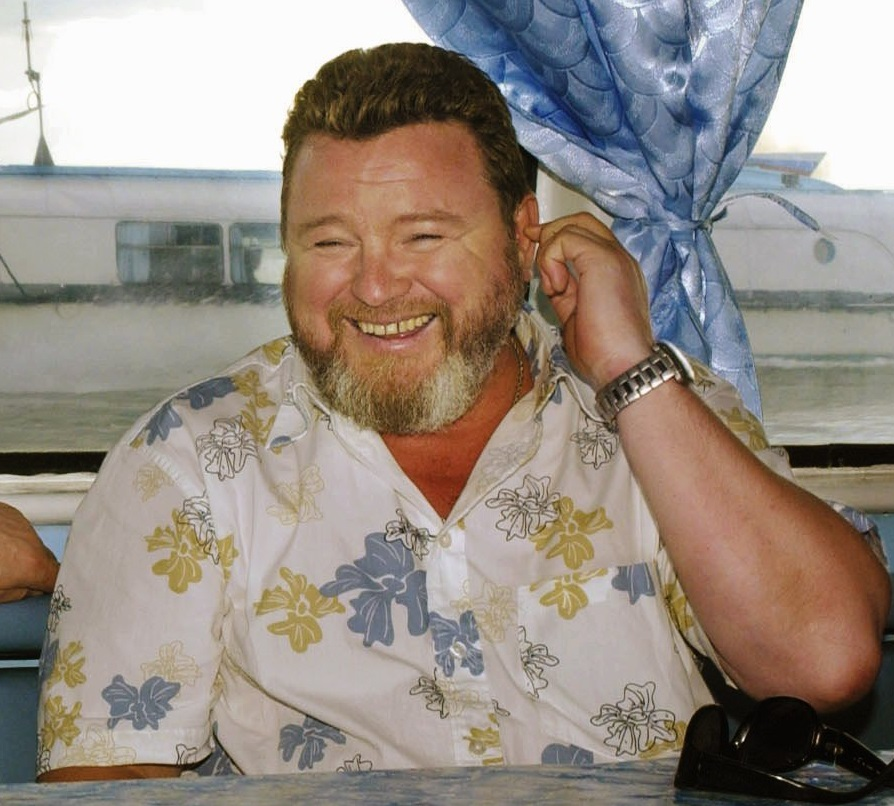
Михайло Євдокимов (1957—2005), голос Шефа в 3 і 4 серіях мультфільму «Слідство ведуть Колобки» (1986—1987), а також в циклі мультфільмів «З особистого життя Братів Пілотів» (1995—1996)

У мультфільмі «Слідство ведуть Колобки» брати — легендарні радянські приватні сищики, що розшукують викраденого рідкісного смугастого слона, на прізвисько Балдахін. Мультфільм знятий за мотивами повісті-казки Едуарда Успенського «Викрадення Білого Слона». Головний противник Братів — злий і підступний бородатий браконьєр (мабуть, німець) і контрабандист Карбофос. В одній з комп'ютерних ігор їм доводиться боротися з кухарем-чудовиськом Сумо, на вигляд схожим на величезного синього кота з лисячим носом. У братів в будинку живе кіт Миш'як. Шефа озвучив Леонід Бронєвой, Колегу — Олексій Птіцин, Карбофоса — Станіслав Федосов.
У 1992 році було випущено комікс «Пригоди Колобків», що оповідає про чергове пригоді сищиків. Історія знову крутилася навколо викрадення смугастого слона, але на цей раз Карбофос хоче з його допомогою ні багато ні мало захопити весь світ. Комікс мав вийти в двох частинах, але книга перша залишилася книгою останньою. І, хоча в кінцівці був явний натяк на продовження, його не було.
У 1996 році вийшла серія короткометражних мультфільмів «З особистого життя Братів Пілотів» за сценарієм Олександра Татарського, Валерія Качаєва, Олега Козирєва.
Пізніше персонажі з'явилися в серії рекламних коміксів «Крок за кроком».
Згодом тривимірні версії Шефа і Колеги з'являлися на російському телебаченні в ролі телеведучих. У 1997 році на ОРТ з'явилася передача «Горище Фруттіс» — ток-шоу, що спонсорувалось відомим виробником однойменних йогуртів. У ньому відомі особистості приходили на горище до Братам, де спілкувалися з віртуальними ведучими і розповідали кумедні історії. Перед прем'єрою Шеф і Колега були запрошені на інтерв'ю в програму «Час пік» з Андрієм Разбашом в ролі ведучого, ставши першими в історії вітчизняного телебачення віртуальними персонажами, які давали інтерв'ю в прямому ефірі. Випуск вийшов в ефір 29 грудня 1997 року.
Пізніше був знятий цикл телепередач «Академія власних помилок, або Брати Пілоти рятують Росію». Ця передача відрізнялася більшою серйозністю і орієнтацією на більш дорослу аудиторію. У ній в алегоричній і жартівливій формі обговорювалися проблеми економіки і суспільства, розглядалися різні історичні періоди і форми правління.
Шеф і Колега стали головними героями ряду ігор в жанрі квест. У цих іграх брати повертаються до своєї основної роботи сищиків.
Брати Пілоти з'явилися у ролі експертів, що представляли збірник вітчизняних мультфільмів часу (включаючи мультфільми студії «Пілот»).
У 2007 році сищики разом зі своїм головним противником Карбофос з'явилися в серії соціальних роликів, присвячених безпеки дорожнього руху.
У лютому 2009 року Брати Пілоти знову з'явилися на російському телебаченні, але в соціально-економічному ролику про нові можливості власників автомобільного полісу ОСЦПВ. Аудіо-версія цього ролика також транслювалася на деяких російських радіостанціях.

## Персонажі
| ім'я     | опис | озвучка                                                                           |
| -------- | --- | --------------------------------------------------------------------------------- |
| Шеф      | Уважний, вихований, геній, перфекціоніст, ощадливий, кар'єрист і природжений детектив. Є пародією на Шерлока Холмса. Палить люльку, грає на тубі, носить кепку і сірий двобортний плащ, розглядає всі предмети через лупу. Особисту зброю — револьвер з присоскою. Поводиться врівноважено, задумливо і холоднокровно; завжди спокійний і незворушний. На багато заяв Колеги відповідає «Аналогічно!». | Леонід Бронєвой, Михайло Євдокимов, Олександр Пожаров, Олексій Колган             |
| Колега   | Наївний, інфантильний і смішний. Володіє писклявим голосом і метушливими манерами. Носить червоний шарф, зелений плащ і капелюх. При Шефу виконує функції доктора Ватсона. Колега частіше, ніж Шеф, ставить себе в комічні ситуації, дуріє, надихається наївними гіпотезами, дуже часто говорить «Нічого не розумію!».                                                                                 | Олексій Птіцин, Олександр Пожаров, Олександр Леньков, Юхим Шифрін, Олексій Колган |
| Карбофос | Німець, контрабандист і шкуродер. Носить окуляри, смугастий комбінезон, сорочку і кепку, до спини прив'язана табуретка. Мабуть, має проблеми із зайвою вагою, говорить з німецьким акцентом. Був викрадачем, а спочатку — господарем слона Балдахіна, а також алюзією на Карабаса-Барабаса. | Станіслав Федосов, Всеволод Абдулов, Олексій Колган                               |
| Слуга    | Араб, поплічник Карбофоса, хоч і не по своїй волі. Раз у раз переходить на сторону Колобків і назад. | Станіслав Федосов, Олександр Пожаров, Олексій Колган                              |

## Фільми та телепередачі
| Назва                                                    | прем'єра  | студія виробництва |
| -------------------------------------------------------- | --------- | ------------------ |
| Слідство ведуть Колобки                                  | 1986—1987 | Студія «Екран»     |
| Брати Пілоти знімають кліп для MTV                       | 1995      | Студія «Пілот»     |
| Брати Пілоти іноді ловлять рибу                          | 1996      | Студія «Пілот»     |
| Брати Пілоти готують на сніданок макарончики             | 1996      | Студія «Пілот»     |
| Брати Пілоти вечорами п'ють чай                          | 1996      | Студія «Пілот»     |
| Брати Пілоти раптом вирішили пополювати                  | 1996      | Студія «Пілот»     |
| Брати Пілоти показують один одному новорічні фокуси      | 1996      | Студія «Пілот»     |
| Академія власних помилок, або Брати Пілоти рятують Росію | 1999      | Студія «Пілот»     |
| Соціальна реклама про правила дорожнього руху            | 2007      |                    |
| Соціальна реклама про нові можливості власників ОСАГО    | 2009      |                    |

## Ігри
Студія 1С (Gamos) створила цілу низку ігор про братів Пілотів:
| Назва                                          | Дата випуску    | Жанр   |
| ---------------------------------------------- | --------------- | ------ |
| Брати Пілоти: Слідами смугастого слона         | 22 вересня 1997 | Квест  |
| Брати Пілоти: Справа про серійного маніяка     | 2 грудня 1998   | Квест  |
| Брати Пілоти: Зворотний бік Землі              | 11 червня 2004  | Квест  |
| Брати Пілоти: Олімпіада                        | 27 серпня 2004  | Аркада |
| Брати Пілоти 3D: Справа про городніх шкідників | 22 жовтня 2004  | Квест  |
| Брати Пілоти 3D: Таємниці клубу собаківників   | 29 квітня 2005  | Квест  |
| Брати Пілоти: Загадка атлантичного оселедця    | 27 січня 2006   | Квест  |
| Брати Пілоти: Доганялки                        | 2 березня 2007  | Аркада |

Після успіху мультфільму 1С випустила цілу низку ігор про братів Пілотів. Перша гра, Брати Пілоти: Слідами смугастого слона, розроблена Gamos, 1С і студією «Пілот», вийшла в 1997 році.  
Вона була заснована на сюжеті мультфільму і навіть запозичала деякі репліки. Внаслідок великого успіху, через рік вийшов сіквел Брати Пілоти: Справа про серійного маніяка, розроблений тими ж компаніями.
Через 6 років вийшла третя гра - Брати Пілоти: Зворотний бік Землі, розроблена 1С, К-Д ЛАБ і PIPE Studio. Гра була тривалішою і мала пристойний успіх. У тому ж році вийшла Брати Пілоти: Олімпіада, яка була першою в історії серії аркадою.
Потім, до кінця того ж 2004 року вийшла перша тривимірна гра серії - Брати Пілоти 3D: Справа про городніх шкідникив, розроблена 1С і К-Д ЛАБ. Через рік за нею пішов прямий сіквел Брати Пілоти 3D-2: Таємниці клубу собаківників.
У 2006 році вийшла перша RPG серії - Брати Пілоти: Загадка атлантичного оселедця, розроблена 1С і PIPE Studio. Гра знову була виконана в мальованому стилі і була успішнішою, ніж дві попередні.
Через рік вийшла друга RPG - Брати Пілоти: Доганялки, в якій всі персонажі були виконані в технології cell shading.
У 2002 році компанії 1С та «Дискус» випустили гру «Більярд» з коментарями братів Пілотів.

## Інше
- Книга «Пілот-кампанія»
- Серія коміксів «Крок за кроком»
- Соціальні ролики на тему безпеки дорожнього руху

## Схожі образи
У 1983 році на студії «Екран» був знятий ляльковий мультиплікаційний фільм «Слідство ведуть Колобки», де фігурують два персонажа — Колобок і Булочкин.
Студія «Пілот» неодноразово використовувала стереотипні образи Шефа і Колеги в своїх роботах. Зокрема, проглядається схожість з ними персонажів телепрограми «Гасіть світло» Хрюна Моржова і Степана Капусти, а також професорів Цельсія і Фаренгейта з прогнозу погоди на телеканалі ТВС.